# Muyinga (Provinz)
Muyinga (Alternativschreibung Muhinga) ist eine Provinz von Burundi. Sie liegt im Nordosten des Landes und grenzt im Norden an Ruanda, im Osten an Tansania. Die Provinzhauptstadt heißt ebenfalls Muyinga.
2007 hat Muyinga etwa 627.000 Einwohner.
Muyinga ist in die sieben Distrikte (communes) Buhinyuza, Butihinda, Gashono, Gasorwe, Giteranyi, Muyinga, und Mwariko eingeteilt.